# Francisco Xavier da Cunha (brigadeiro)
Francisco Xavier da Cunha (Torres Vedras, 1782 — Rio Pelotas, 14 de dezembro de 1839) foi um militar luso-brasileiro.
Pai de Francisco Xavier da Cunha e Félix da Cunha. Alistou-se na Brigada Real da Marinha em 1800, servindo nela até 1809, quando foi transferido para infantaria, como cadete. No Regimento de Infantaria n.º 19, fez a campanha contra Napoleão Bonaparte até 1814, sendo promovido a alferes. Durante esta campanha, foi ferido no combate de 30 de julho de 1813, tendo por isto recebido uma medalha de distinção.
Ao serem organizadas as forças que deveriam auxiliar na conquista da Cisplatina, se incorporou a elas e - promovido a tenente dos caçadores - aportou no Rio de Janeiro, em 30 de março de 1816. Seguindo para o Rio Grande do Sul, participou dos combates, tendo adentrado Montevideo em 20 de janeiro de 1817. 
Em 1821 foi promovido a capitão. Naturalizou-se brasileiro em 1824. Durante a guerra de independência do Uruguai, participou da defesa de Montevideo e da defesa da ilha de Martim Garcia, na confluência entre o rio Uruguai e o rio Paraná. Depois recuando para defesa de Sacramento, lutou até 3 de outubro de 1828, depois do acordo de paz celebrado no Rio de Janeiro.
Estabeleceu-se então em Porto Alegre, onde foi promovido a tenente-coronel e depois coronel.
Iniciada a Revolução Farroupilha, participou da defesa de Porto Alegre, tendo participado de combates contra os Farroupilhas estabelecidos, com uma bateria, na praia de Itapoã, tendo depois conquistado o forte de Itapuã, em 27 de agosto de 1836. Foi promovido a brigadeiro em 1837. 
Era comandante da infantaria em Rio Pardo, na batalha do Barro Vermelho, em 30 de abril de 1838, em que Rio Pardo (até então a Tranqueira Invicta) foi conquistada pelos farroupilhas.
Em 1839, tendo retornado a corte, o Governo Imperial havia decidido enviar um contingente de tropas ao sul pelo interior com a missão de retomar Lages e depois auxiliar contra o cerco de Porto Alegre pelos farrapos. Sob seu comando e travando pequenos combates com piquetes farroupilhas em novembro, através dos Campos dos Curitibanos e Campos Novos, chegaram a Lajes, onde retomaram a vila. Dali uma parte da coluna do brigadeiro Francisco Xavier da Cunha decidiu seguir em direção ao Rio Pelotas, para invadir o Rio Grande do Sul.
Os farrapos, derrotados em Lages, se reuniram em um entreposto alfandegário, para cobrança de impostos sobre as tropas de gado e mulas que vinham de Viamão e seguiam para Sorocaba, conhecido como Santa Vitória.
O brigadeiro Francisco Xavier da Cunha, foi informado e para lá dirigiu-se, com seus dois mil homens. Foi surpreendido, em 14 de dezembro de 1839, por Teixeira Nunes, que com sua cavalaria, conseguiu dividir a tropa legalista e o fez retroceder. Em um renhido combate as tropas legalistas foram derrotadas. O brigadeiro ferido e protegido por alguns oficiais, tentou escapar e ao cruzar o Rio Pelotas, morreu afogado.

## Fonte de referência
- SILVA, Alfredo P.M. Os Generais do Exército Brasileiro, 1822 a 1889, M. Orosco & Co., Rio de Janeiro, 1906, vol. 1, 949 pp.